# Калмиково (Багратіоновський район)
Калмиково (рос. Калмыково) — селище Багратіоновського району, Калінінградської області Росії. Входить до складу Нівенського сільського поселення.
Населення — 6 осіб (2015 рік).

## Географія
Селище розташоване за 21 км від районного центру — міста Багратіоновська, 19 км від обласного центру — міста Калінінграда та 1096 км від Москви.

## Історія
Мало назву Хайде до 1950 року.

## Населення
За даними перепису 2010 року, у селі мешкало 6 осіб, з них 4 (66,7 %) чоловіків та 2 (33,3 %) жінок. Згідно з переписом 2002 року, у селі мешкало 16 осіб, з них 9 чоловіків та 7 жінок.